# Burg Pebalg
Die Burg Pebalg (lettisch Piebalgas pils) ist die Ruine einer Bischofsburg des Erzbistums Riga, errichtet auf einer Erhöhung in der livländischen Ortschaft Vecpiebalga im lettischen Bezirk Cēsis. 

## Geschichte
Obwohl bereits 1318 erstmals schriftlich erwähnt, ließ Erzbischof Friedrich 1340 eine steinerne Burg errichten. Bereits 1361 verpfändete Erzbischof Fromhold Burg und Gut an seinen Vasallen Bartholomäus von Tiesenhausen. 
Die mehr als angespannten Beziehungen zwischen dem Erzbistum und dem Livländischen Orden mündeten 1479 im offenen Kampf, als Erzbischof Sylvester ein Bündnis mit dem schwedischen König schloss. Der Orden besetzte daraufhin viele Burgen des Erzbischofs und gab diese teils erst Jahre später wieder zurück. 
Während des Russisch-Livländischen Krieges fielen im Februar 1481 russische Truppen in Livland ein, nahmen u. a. die Burgen Pebalg, Smilten, Sesswegen und Kokenhusen ein und plünderten und brandschatzten in der Umgebung. Im Jahre 1483 eroberten die Truppen der Stadt Riga die Burg Pebalg zurück und nahmen ihre Verteidiger gefangen. Spätestens 1530 wurde Pebalg wieder dem erzbischöflichen Besitz zugeschrieben.
Als Landmeister Heinrich von Galen Erzbischof Wilhelm 1556 verhaftete und auf Burg Smilten gefangen hielt, wurde die Burg Pebalg von Truppen des Livländischen Ordens besetzt und der Koadjutor des Erzbischofs Christoph zu Mecklenburg dort inhaftiert. 
Im Livländischen Krieg scheiterte 1559 ein erster Versuch russischer Truppen, die Burg einzunehmen; während der Besetzung Livlands im Jahre 1577 gelang der zweite Versuch. Mit dem Fall des Ordens 1561 wurde Pebalg säkularisiert und ging mit dem neu geschaffenen Herzogtum Livland in der Adelsrepublik Polen-Litauen auf. Nach dem Krieg wurde die Burg wieder aufgebaut. 
1688 wird erwähnt, dass die Burg nicht mehr bewohnt und ihre Ländereien stattdessen von zwei Anwesen verwaltet werden; Vecpiebalga (Alt-Pebalg) und Jaunpiebalga (Neu-Pebalg). Für den Bau der umliegenden Gebäude (u. a. Kirche) wurde Baumaterial aus den Überresten der Burg gewonnen, wodurch sie zusehends verfiel. Heute sind nur noch 2–6 m hohe Überreste der Burgmauer sowie einige wenige Teile der ehemaligen Burggebäude erhalten. 

## Beschreibung

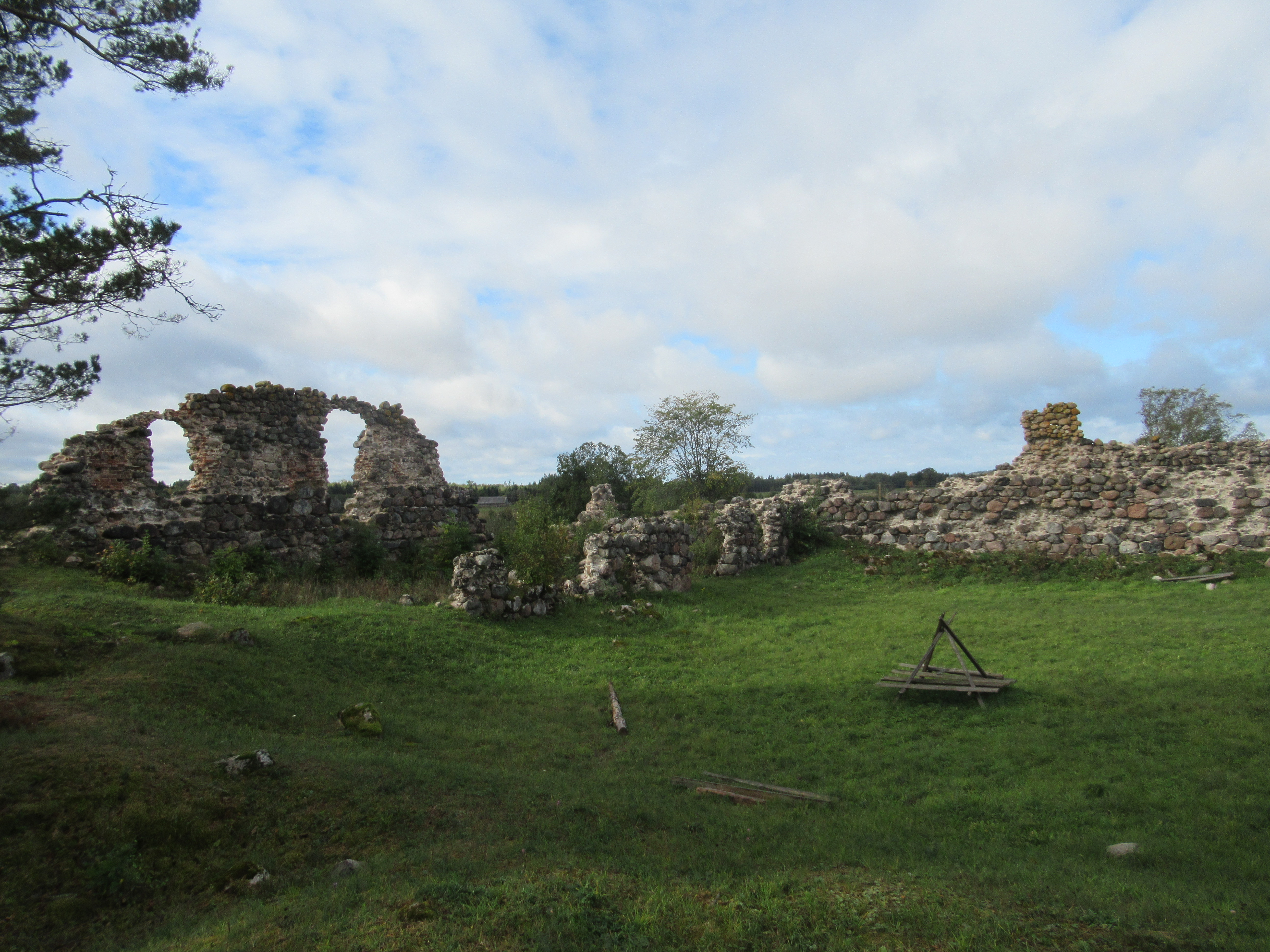
Überreste des Südflügels

Burg Pebalg wurde als Wirtschaftsburg auf einem 2 – 3 m hohen Hügel errichtet, der von künstlich angelegten Wassergräben umgeben war, welche aus dem nahegelegenen Bach Balga gespeist wurden. Die Burg hat einen rechteckigen Grundriss, wobei die Kantenlänge der Nord- und Südmauer 49 m und die der West- und Ostmauer 57 m beträgt. Als Baumaterial dienten hauptsächlich Findlinge und Kalkmörtel. Innerhalb der Burg befanden sich an der Süd- und Ostmauer etwa 8 m breite Gebäudeflügel, die neben Steingebäuden zumindest teilweise auch Fachwerkbauten enthielten. Sie bildeten zusammen mit der Nord- und Westmauer einen großzügigen Innenhof. Das mit einem – für Bischofsburgen typisch – turmartigen Aufbau ausgestattete Haupttor befand sich in der Mitte des Ostflügels. 
Auf einem schwedischen Grundrissplan des 17. Jahrhunderts sind außerdem an allen vier Ecken des Burghügels Erdwall-Bastionen eingezeichnet, was auf einen guten Befestigungsgrad schließen lässt. Mindestens eine Bastion ist auch heute noch erkennbar.
Der baltische Burgenforscher Karl W. von Löwis of Menar vermutete, dass sich nördlich der Burg, jenseits des Wassergrabens, eine Vorburg befand.